# 365
365 (CCCLXV) var ett normalår som började en lördag i den julianska kalendern.

## Händelser

### September
- 28 september – Procopius mutar två legioner, som passerar Konstantinopel, att utnämna honom till romersk kejsare och tar kontrollen över Thrakien och Bithynia.

### Okänt datum
- Kejsar Valens förvisar Athanasius från Alexandria.
- En våldsam tidvattenvåg slår mot kusterna i östra Medelhavet.
- En jordbävning ödelägger Cyrene i Libyen.
- Basileios den store blir presbyter av Caesarea.
- Jin Feidi efterträder Jin Aidi som kejsare av Kina.

## Avlidna
- 22 november – Felix II, motpåve sedan 355 och helgon
- Jin Aidi, kejsare av Kina
- Hillel II, judisk religiös ledare